# Папаша
«Папаша» (англ. Starbuck) — кинофильм режиссёра Кена Скотта, вышедший на экраны в 2011 году.

## Сюжет
Хотя жителю Квебека Давиду Возняку уже за сорок, он ещё ничего не добился в жизни: он работает развозчиком мяса в семейной фирме, должен крупную сумму денег каким-то головорезам, а его беременная подруга Валери не видит в нём ответственного отца семейства и намерена растить ребёнка одна. Вскоре к этим проблемам добавляется новая: от адвоката Давид узнаёт, что не зря в конце 1980-х годов сдавал сперму в местной клинике и что теперь более сотни его отпрысков желают узнать, кто же скрывается за псевдонимом Старбак. Поначалу Давид резко настроен на то, чтобы сохранить инкогнито и победить в начавшемся судебном процессе. Однако в руки к нему попадает папка с краткими сведениями о его детях, и он, не в силах устоять, вытягивает листок за листком. Не раскрывая себя, он знакомится с некоторыми своими детьми и пытается помочь им в меру своих сил. Постепенно они становятся близки Давиду, от былого равнодушия не остаётся и следа.

## В ролях
- Патрик Юар — Давид Возняк (Старбак)
- Жюли ЛеБретон — Валери
- Антуан Бертран — адвокат
- Игорь Овадис — отец Давида
- Доминик Фили — брат Давида
- Марк Беланже — брат Давида
- Давид Мишель — Антуан
- Патрик Мартен — Этьен
- Давид Жигер — сын-музыкант
- Сара-Жанна Лабросс — Жюли

## Награды и номинации
- 2011 — приз лучшему актёру (Патрик Юар) на кинофестивале в Вальядолиде.
- 2011 — приз зрительских симпатий на кинофестивале в Калгари.
- 2011 — приз за самый популярный канадский фильм на кинофестивале в Ванкувере.
- 2012 — две премии «Джини» за лучший оригинальный сценарий (Кен Скотт, Мартен Пети) и за лучшую оригинальную песню («Quelque part», Кароль Факаль), а также 4 номинации: лучший фильм (Андре Руло), мужская роль (Патрик Юар), мужская роль второго плана (Антуан Бертран), женская роль второго плана (Жюли ЛеБретон).

## Ремейки
- В 2012 году вышел индийский ремейк Вики донор, в котором главную роль сыграл Аюшманн Кхуранна, для которого этот фильм стал дебютным в кино.

В 2013 году вышел французский ремейк Fonzy с Хосе Гарсией. В том же году вышел американский ремейк «Отец-молодец» с Вином Вонсом. В 2016 году вышел телугу язычный ремейк Naruda Donoruda, который является ремейком хиндиязычной версии.